# モンテ・カッシーノの戦い
モンテ・カッシーノの戦い（モンテ・カッシーノのたたかい、英: Battle of Monte Cassino）は、第二次世界大戦中、1944年1月17日から5月19日にかけてイタリアのモンテ・カッシーノで行われた戦い。連合軍のイタリア戦線におけるグスタフ・ラインの突破およびローマ解放のために企画された。
1944年初頭、グスタフ・ラインの西半分は、ラーピド川・リーリ川・ガリリャーノ川およびその周囲の尾根や山頂を守るドイツ軍により支えられていた。その中にあって、モンテ・カッシーノ頂上にある修道院（529年ごろ建立された歴史的建築物）には守備兵は配置されておらず、修道院城壁下の急斜面に防御陣地が築かれていた。2月15日、カッシーノの街を見渡せる山頂にあった修道院に対し、アメリカ軍は1,400トンに及ぶ爆弾で修道院を爆撃し、修道院は破壊された。その理由は修道院が枢軸軍守備隊の監視所として使用される懸念があったためである（枢軸軍がそこに進駐していなかったという主張が認められるまでには長い時間がかかった）。爆撃の2日後、ドイツ軍降下猟兵がこの廃墟を守備するために投入された。1月17日から5月18日まで、グスタフ・ライン守備隊は連合軍の4度に渡る攻撃をうけた。この間連合軍は32kmの前線に20個師団を投入しドイツ軍を駆逐したが、甚大な損害を被った。

## 背景
1943年9月、連合軍イタリア方面総司令官ハロルド・アレクサンダー指揮の第15軍集団はイタリア・サレルノ上陸作戦（アヴァランチ作戦）ののち、イタリアの“背骨”を形成しているアペニン山脈の東西両側からそれぞれ北方へ進撃した。西側戦線では、マーク・ウェイン・クラーク中将指揮のアメリカ第5軍がナポリからイタリアの“ブーツ”を北上し、東側戦線では、バーナード・モントゴメリー大将のイギリス第8軍がアドリア海沿岸を進軍した。
第5軍は、困難な地形、悪天候および熟練したドイツ軍の抵抗により、進軍が遅れていた。ドイツ軍は、最大のダメージを与えるよう設計・準備された陣地から戦闘を仕掛けては退き、ローマ南方の守備陣地グスタフ・ラインを建設するための時間を稼いだ。当初、ローマは1943年9月には陥落すると見込まれていたが、それは楽観的すぎた。
アドリア海沿岸のイギリス第8軍はグスタフ・ライン東側を突破し、オルトーナを占領していたが、その進軍は12月末には猛吹雪の始まりで停滞し、複雑な地形のため航空支援も不可能であった。このためルート5号線を使用した東からローマへ向かう進軍ルートは非現実的であると判断され、高速道路6号線および7号線ルートのみが可能性として残された。しかしその2ルートのうち高速道路7号線（古代ローマのアッピア街道）は西海岸に沿ってローマ南方ポンティーノ湿地帯に通じており、そこは既にドイツ軍により水没させられていた。高速6号線はリーリ川の渓谷を通過しており、この谷の南側入り口はカッシーノの町後方の多数の丘で構成されていた。いくつかの丘の頂上はドイツ軍守備兵が連合軍の動きを観測するのに最適の場所であり、北への進軍を阻止し、連合軍部隊への直接砲撃を可能としていた。
アペニン山脈中央に源流をもつ流れの速いラーピド川は、連合軍の前線を横切り、カッシーノを通過し、リーリ川渓谷入り口へ通じていた。その後リーリ川と合流してガリリャーノ川（連合軍から時に「ガリ」と呼ばれた）となり、海へと続いた。強固に要塞化された山岳守備と困難な渡河（流れが速いだけでなく、ドイツ軍はラーピド川の流れを谷の先端で一時的に変えて谷の底で氾濫させ、あらゆる攻撃が困難になるようにしていた）により、カッシーノを要としたグスタフ・ラインは難攻不落の守備陣地に造り上げられていた。
ドイツ軍と修道院の間では、修道院の歴史的重要性に鑑み、修道士たちが残っている限り修道院を軍事目的で利用しないことで合意した。1943年12月、イタリア方面総司令官アルベルト・ケッセルリンク空軍元帥は修道院内へのドイツ軍部隊の配置・陣地化を行わないよう命じ、そのことを連合軍に適宜通知した。
このような状況下で、何機かの連合軍偵察機はドイツ軍部隊が修道院内にいたと報告している。修道院は周囲の丘や谷を監視するには最適の場所で、それゆえドイツ軍砲撃観測手にとって天然の観測所と成り得た。ただ、一旦修道院が破壊されてしまえば、ドイツ軍がそこを占拠し、防御陣地を築くためにその瓦礫を利用するという事は明白であった。最終的に修道院破壊につながる軍事的根拠は、実際に占領されているかどうかより、むしろその潜在的脅威のほうにあった。

## 第一回戦闘

### 計画と準備
アメリカ第5軍司令官クラークは以下の攻撃計画をたてた。
- 32km左の前線にいるイギリス第10軍団の攻撃開始は1月17日。海岸付近にいた第5歩兵師団および第56歩兵師団はガリリャーノ川を渡河。
- イギリス軍第46歩兵師団の攻撃開始は1月19日夜。ガリリャーノ川とリーリ川との合流点下流を渡河。右のアメリカ第2軍団の主攻撃を支援。
- 中央主攻撃開始は1月20日。担当するアメリカ第2軍団の第36（テキサス）歩兵師団はカッシーノから8km下流の増水しているラーピド川を渡河。
- 同時にアルフォンス・ジュアン指揮のフランス海外派遣軍団は“右フック”としてグスタフおよびヒトラー・ラインの要所カイロ山方向に進出。

第一回戦闘: 攻撃計画

実のところ、クラークは早期に突破できるチャンスは多く無いと考えていたが、この攻撃が1月22日のアンツィオ上陸作戦（シングル作戦）に間に合えば、ドイツ軍予備部隊をローマ地域から引きずり出せると思っていた。それによりアンツィオ上陸の奇襲効果と内陸のアルバーノ丘陵への迅速な移動ができれば、グスタフ・ライン守備隊の後方および補給線を脅かし、動揺したドイツ軍がグスタフ・ラインからローマ北方へ後退するという事を期待してのものだった。3ヶ月前ならそれはドイツ軍の戦術と一致していたが、ドイツ軍は攻撃と撤退を繰り返すことによりグスタフ・ラインを難攻不落の要塞とするための時間を稼ぐことを唯一の目的とする戦略に転換していた。連合軍情報部はそれを理解しておらず、そのため連合軍の見通しに対する評価が楽観的過ぎるものとなってしまっていた。
アメリカ第5軍は1月15日にようやくグスタフ・ラインに達することができただけだった。最後の11kmを前進するのに6週間を要し、ベルンハルト・ラインを突破する際には16,000名の死傷者を出した。彼らには新しい攻撃を準備するだけの時間も無く、3ヶ月に渡るナポリからの北上作戦で消耗しており、休息と再編成を必要としていた。しかし、連合軍参謀本部はアンツィオ上陸作戦用に用意された上陸用舟艇の使用期間を2月初旬までしか認めなかったため上陸は1月末までに行わなければならず、それに呼応するグスタフ・ライン攻撃はさらにその約3日前には行う必要があった。

### 第一次攻撃: 左翼・イギリス第10軍団–1月17日
第一次攻撃は1月17日に行われた。沿岸のイギリス第10軍団（第56および第5師団）はガリリャーノ川を強行渡河した（約2日後にはイギリス軍第46師団が彼らの右翼から続いた）。ドイツ軍第14装甲軍団長でグスタフ・ライン南西部の守備責任者フリードリーン・フォン・ゼンガー・ウント・エッターリンはドイツ軍第94歩兵師団の守備能力に大きな懸念を抱き、それをうけたケッセルリンクはローマからドイツ軍第29および第90装甲擲弾兵師団を増援に向かわせた。
もし第10軍団に予備戦力があれば敵陣突破の決め手となり、彼らの功績により作戦は成功したかもしれないという憶測がある。軍団に予備戦力は無かったが、ドイツ軍の増援が配置につく前に全体の攻撃計画を見直し、アメリカ第2軍団の中央攻撃を中止あるいは変更して南に振り向ける時間は確実にあった。実際にはアメリカ第5軍司令部はドイツ軍布陣の弱点を正しく認識できておらず、計画は変更されなかった。1月21日までにローマから2個師団が到着し、ドイツ軍南側陣地は安定した。ただ一つだけではあるが、ケッセルリンクの予備戦力を南に引きずり出したと言う点においてのみ、作戦は機能した。イギリス第10軍団の3個師団は第一回戦闘で4,000名の損害を受けた。

### 主攻撃: 中央・アメリカ第2軍団–1月20日

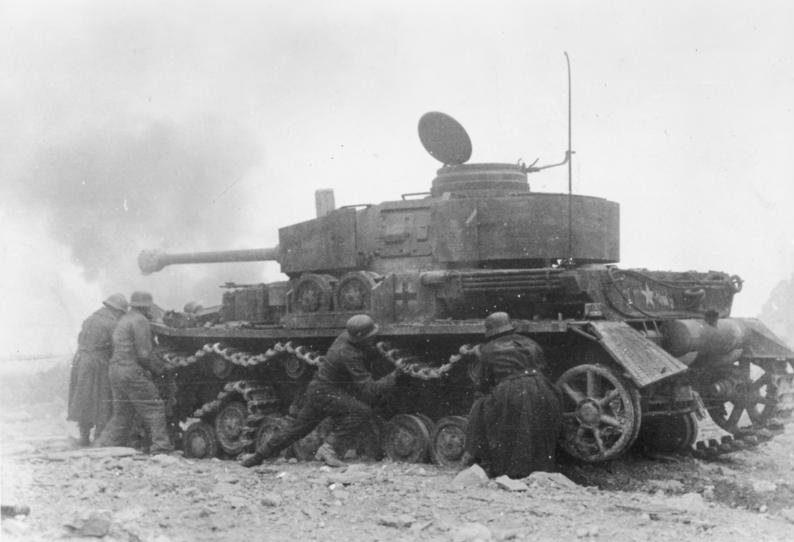
モンテ・カッシーの戦闘で損傷したIV号戦車H型を修理しようとしているドイツ軍クルー。

1月20日、アメリカ軍第36師団による中央攻勢は日没の3時間後に開始された。事前準備が不足しており、まだ地雷やブービートラップが十分に除去されていなかったため、川への接近には危険が伴った。また、高度な技術的任務である渡河を行うために必要な計画とリハーサルがなされていなかった。第143連隊の1個大隊はサン・アンゲロの南から、第141連隊（この中に日系二世部隊第100大隊が含まれる）の2個中隊は北からラーピド川渡河に成功したが、彼らは孤立しており、連合軍機甲部隊は渡河出来ないまま、ドイツ軍第15装甲擲弾兵師団の戦車および自走砲の反撃に対し非常に危険な状態におかれていた。南グループは1月21日午前に川を強行渡河し後退した。アメリカ第2軍団指揮官ジェフリー・キイス少将は第36師団のフレッド・ウォーカー少将に直ちに攻撃を再開するよう強く要請し、再び2個連隊が塹壕に隠れたドイツ軍第15装甲擲弾兵師団に対し攻撃を行ったが、これに成功することは無かった。第143連隊のほぼ2個大隊が渡河したが、これも機甲部隊の支援が無いため翌日朝には壊滅した。第141連隊もまた2個大隊が渡河し、装甲車両が無い状況にもかかわらず約1km前進したが、日が昇るとともに大打撃を受け、1月22日夕刻に連合軍陣地に戻った時には40名にまで減少し、事実上消滅した。本攻撃は第36師団が48時間で2,100名の死傷・行方不明者という大きな犠牲を払い、失敗した。

### アメリカ第2軍団カッシーノ北へ進撃: 1月24日

第一回戦闘: 北区域（1944年1月24日-2月11日） [//upload.wikimedia.org/wikipedia/commons/4/4f/Battle_of_Monte_Cassino1stNorth_ja.svg 拡大

次の攻撃は1月24日に開始された。アメリカ第2軍団はチャールズ・ウォルコット・ライダー少将指揮のアメリカ軍第34歩兵師団が先鋒、フランス植民地部隊が右翼となり、カッシーノ北の氾濫したラーピド川渓谷を渡河、左へ転進し高地からモンテ・カッシーノを攻撃することを企図し、山の背後へ進撃した。カッシーノ上流の歩いて渡れる箇所での渡河は容易だった一方で、氾濫した箇所では非常な困難が伴い、特に装甲車両は鋼鉄の橋梁の上を移動することしかできなかった。第34師団は浸水地を越え、ドイツ軍第44歩兵師団を押し返し、山地に足場を築くのに8日間を要した。

### 右翼・フランス軍団進軍停止
右翼では、フランス軍モロッコ人部隊がユリウス・リンゲル指揮のドイツ軍第5山岳師団に対する初期攻撃で順調な滑り出しを見せ、彼らの重要目標であるチファルコ山の傾斜部を制圧した。第3アルジェリア師団の前方部隊はベルヴェデーレ山およびアバテ丘陵攻略のためチファルコ山を迂回した。ジュアン将軍はカッシーノを迂回し、北側ルートからドイツ軍を混乱させることができると確信したが、そのための予備戦力の投入要請は拒否され、予備の1個連隊（第36師団隷下）は第34師団増援に送られた。1月31日、フランス軍はドイツ軍により（フランス軍およびアメリカ軍側面と補給線がよく見える）チファルコ山で未だ足止めされていた。フランス軍2個モロッコ師団はベルヴェデーレ山周辺で奮戦し、2,500名の損害を受けた。

### アメリカ第2軍団: カッシーノ北側山地
アメリカ第34師団の任務は（第36師団第142連隊と協力して）修道院の丘南端の尾根と交差する丘陵にそって南に進軍することになった。彼らはグスタフ・ライン背後のリーリ川渓谷に侵入することが出来たが、それは非常に困難な行軍だった。山は岩山で大きな岩が散在しており、大小の峡谷で分断されていた。岩地にタコツボを掘ることは不可能で、地物は周囲の高地からの砲撃に対し無防備だった。峡谷もハリエニシダが群生しており隠れるところがなく、地雷・ブービートラップ・隠された鉄条網がいたるところに散在し状況は良くなかった。一方、ドイツ軍はダイナマイトを使用し、弾薬を備蓄し、3ヶ月かけて守備陣地を築き上げていた。そこには天然の遮蔽物は無く、悪天候で濡れ、凍てつくほど寒かった。
2月初旬までにアメリカ軍歩兵はサン・オノフリオ村付近、修道院から1.6kmに満たない位置にある戦略上の要衝を制圧した。2月7日に1個大隊がポイント445（修道院のすぐそば、370mと離れていない丸い丘の頂上）に到達した。修道士がドイツ軍とアメリカ軍哨戒部隊の戦闘を見守っているのを見て、アメリカ兵1個分隊が速やかに崖のような修道院の壁を偵察した。しかし、モンテ・カッシーノを奪取しようという試みは、修道院下の斜面からの機関銃による激しい銃撃を受け中止された。彼らの苛烈な戦いにもかかわらず、第34師団は修道院に通じる尾根の先端に陣取るドイツ軍第2降下猟兵連隊第3大隊に阻まれ、593高地（ドイツ軍からは“苦難の丘”と呼ばれた）にある最後の砦を落とすことは出来なかった。

### 余波
2月11日、モンテ・カッシーノおよびカッシーノに対する3日間に渡る最後の攻撃が不首尾に終わったのち、アメリカ軍は撤退した。アメリカ第2軍団は2週間半の激戦のあと、戦闘を中止した。山地にあった第34師団の奮戦は戦争中にあらゆる兵士が行った戦いの中でももっとも素晴らしいものの一つに数えられる。その見返りとして彼らは歩兵大隊の80%を失い、2,200名の死傷者を出した。
2月初日の高所での戦闘ではフォン・ゼンガー・ウント・エッターリンは第90師団をガリリャーノからカッシーノ北へ移動させたが、その消耗率の大きさに非常に驚いた。彼は「カッシーノの戦いを中止し、新しい戦線を構築するべく、私の権限による影響力を駆使した。新しい戦線とは事実上アンツィオ海岸堡の北だった」。ケッセルリンクはその要求を却下した。重大な局面でフォン・ゼンガーは（彼らが救出することになっていた）第15装甲擲弾兵師団が配置についている間に第71歩兵師団を投入することができた。
連合軍は戦闘中、最初の成功の際に予備戦力をより適切に利用すれば戦況を決定的に好転させることができたかもしれなかった。何人かの歴史家は、その機会を有効に利用しなかったのはクラーク将軍の経験不足によるものだと指摘している。しかし、彼はカッシーノおよびアンツィオ攻撃双方の責任者であり、やらなければならないことがあまりに多くありすぎた。この意見は、第四回カッシーノの戦いの時、岐路に立ったアンツィオ包囲網突破について議論するためトラスコットが彼をつかまえたときトラスコットがなにもできなかったことでも支持されている。アレクサンダーがカッシーノとアンツィオを（完全に机上の論理のために）一司令官の指揮下に置き、グスタフ・ライン戦線をアメリカ第5軍とイギリス第8軍で分担する事を選んだのに対し、ケッセルリンクは、エーベルハルト・フォン・マッケンゼン指揮のドイツ軍第14軍にアンツィオの戦闘を、グスタフ・ラインはハインリヒ・フォン・フィーティングホフの第10軍に任せる方を選んだ。
撤退したアメリカ軍のあとにはアドリア海沿岸のイギリス第8軍からバーナード・フライバーグ中将指揮のニュージーランド軍団（第2ニュージーランド師団および第4インド師団）が入った。

## 第二回戦闘（アヴェンジャー作戦）

第二回戦闘: 攻撃計画 [//upload.wikimedia.org/wikipedia/commons/1/1a/Battle_of_Monte_Cassino2nd_ja.svg 拡大

### 背景
アメリカ第6軍団がアンツィオで重大な脅威に晒されていたとき、フライバーグもまたカッシーノ解放作戦発動のため同様のプレッシャーに晒されていた。そのためにまたもや十分な準備もないまま戦闘を開始した。その上、軍団指令部は第4インド師団のカッシーノ北山地への配置および彼らへの補給の困難さを十分に理解していなかった。輸送には尾根や渓谷をつたう約11kmに渡るヤギ道をラバを使って行わなければならなかった。そこは修道院から丸見えで、常に敵の正確な砲撃にさらされたため、“デス・バレー”（死の谷）と名づけられた。このことについて第2ニュージーランド師団長ハワード・キッペンバーガー少将が戦後出版した自著の中で述べている。
| 「 | 哀れなディモライン（第4インド師団長代理ハリー・ケネス・ディモライン准将のこと）は彼の師団を配置につかせるのにひどく時間がかかった。私は戦後その地を実際に見るまで、その本当の困難さを理解していなかった。 | 」 |

フライバーグの計画は、第一回戦闘を継続すること、すなわち北の尾根に沿って攻撃する、南東の線路に沿って攻撃する、ラーピド川を越え、カッシーノから南へ1kmに満たない位置にある駅を制圧する、であった。成功の鍵はカッシーノの街を孤立させ、リーリ川渓谷切り開くことだったが、フライバーグは周囲の情勢から攻撃成功の確率は50%を上回ることはないと確信し、上層部に報告した。

### 修道院破壊
次第に、一部の連合軍将校の眼はモンテ・カッシーノ修道院に向けられるようになった。彼らの意見では、グスタフ・ライン攻略を妨げているのは（ドイツ軍砲兵の観測所として使われているであろう）修道院であるということだった。
イギリスの報道およびニューヨーク・タイムズのC.L.ザルツバーガーは、繰り返し、もっともらしく、かつ詳細に（時にはでっちあげて）修道院内のドイツ軍観測所および砲兵陣地について書いた。連合国空軍地中海方面総司令官アイラ・エーカー中将はジェイコブ・デヴァース中将（連合軍地中海戦域最高司令官ヘンリー・メイトランド・ウィルソン大将の代理）を同伴し、修道院を上空から視察した。高度1,200から1,500フィート（約400m）で通過した際、修道院中庭に張られていた物干しロープにドイツ軍の制服が垂れ下がっており、修道院の壁から約46mのところに機関銃座が据え付けられているのを確認した。アメリカ第2軍団ジェフリー・キイス少将もまた何度か修道院上空を飛行している。彼は第5軍G2（参謀第2部、情報担当）に対し、修道院にドイツ軍がいた形跡は見られなかったと報告した。修道院にドイツ兵を見たとする報告が他からあったとき、彼はこう言った。「彼らは長い間調べ、幻を見たのだ。」
キッペンバーガー少将が明言しているものとして、ニュージーランド軍団司令部の見解では、修道院はそれが完璧な位置にあり、いかなる軍隊でもそれを利用しないはずが無いので、おそらくドイツ軍の主要観測所に使用されているだろうということだった。それに明確な証拠は無いものの、彼は軍事的視点から修道院が占拠されているかどうかが重要なのではないと書き続けた。
| 「 | もし今日占拠されなければ、それは明日かもしれないし、されないかもしれない。攻撃中に敵が予備物資を運び入れるかもしれないし、兵が外の陣地から追い出されたらそこに入り掩蔽壕とされるかもしれない。このような、砲撃に対して完璧な防御で数百の歩兵を保護し、重大な局面での反撃に備えうる建造物が無傷のままある丘を攻撃するよう兵達に求めることはできない。……その細い窓と取り付くのに適さない滑らかな外形のそれは無傷なら完璧な掩蔽壕であるが、爆撃により破壊すれば岩石の残骸や瓦礫の山となり、銃撃、迫撃砲および航空機による機銃掃射を受けやすく、同様に再び爆撃すればそこは死の落とし穴となる。全体的に見れば、私は我々がそれを爆撃しなければその方がドイツ軍にとって有用だろうと考えた。 | 」 |

第4インド師団のフランシス・トゥーカー少将は修道院丘の攻撃を任され、状況を彼自身で評価した。アメリカ第5軍司令部の情報には修道院の詳細な建設情報が不足していたが、彼はナポリの書店にあった1879年出版の書籍にそれを見つけた。彼のフライバーグ宛のメモによると、彼は修道院が現在ドイツ軍によって占拠されているかどうかに関わらず、占拠させないために破壊しなければならない、と結論付けている。彼はまた、45mの高さの城壁はもっとも厚い箇所で少なくとも3mあり工兵が実質対処できる厚さではないこと、そして1,000ポンド爆弾は“ほとんど役に立たない”ため、“ブロックバスター”による爆撃が唯一の手段であると指摘した。
1944年2月11日、第4インド師団長代理ハリー・ディモライン准将はモンテ・カッシーノ修道院爆撃を要請した。トゥーカーはカセルタの病床から修道院爆撃についての問題点を再度指摘した。彼は頻発する熱帯性熱病のひどい発作に苦しめられていた。2月12日、フライバーグは彼の要求を陸軍航空隊に伝えた。フライバーグの空爆に対する要求はしかし、（おそらくアイラ・エーカーおよびジェイコブ・デヴァースの指図で）空軍作戦将校により大きく拡大された。彼らはアメリカ陸軍航空隊の地上作戦支援能力を喧伝する機会を探していた。
アメリカ第5軍のマーク・クラーク中将と彼の参謀長アルフレッド・グランサー少将はまだその軍事的必要性に納得していなかった。アメリカ第2軍団とニュージーランド軍団が交替するときアメリカ第34師団長代理バトラー准将は言った。「私は知らない。しかし、私は修道院に敵はいないと信じる。すべての敵砲火は城壁下の斜面から発砲されていた。」クラークは連合軍イタリア方面総司令官ハロルド・アレクサンダーにはっきり言った。「あなたが私に直接命令すれば、我々はそれをやります。」彼はそうした。
爆撃作戦は1944年2月15日朝、142機のB-17フライングフォートレス、47機のB-25ミッチェルおよび40機のB-26マローダーにより行われた。合計1,150トンに及ぶ高性能爆弾および焼夷弾が修道院に投下され、モンテ・カッシーノの頂上は大量の瓦礫の煙の中に崩れ落ちた。爆撃の間、第2軍団の砲兵隊は山を激しく砲撃した。多くの連合軍兵士と従軍記者はその光景を目の当たりにし、歓声をあげた。エーカーとデヴァースはそれを見守り、ジュアンはその所見を聞いた。「……ノーだ。この方法では決してうまくいかないだろう。」クラークとグランサーはその場に立ち会うことを拒み、彼らの司令部にいた。同日午後および翌日も積極的に攻撃は続けられた。砲兵隊の集中砲火と59機の戦闘爆撃機による追加爆撃は廃墟となった修道院の瓦礫の山を激しく揺るがした。
空爆はしかし、空と地上で協調がとれていなかった。航空隊はそれを個別の作戦として天候と他の戦域・戦線からの要請を考慮しながら計画・実行し、地上軍に問い合わせることはなかった（実際にスネークスヘッドのインド兵は爆撃が開始された時おどろいたという）。爆撃はニュージーランド軍団が主攻撃の準備に着手する2日前に行われた。多くの部隊は2月13日にアメリカ第2軍団から陣地を引き継いだばかりで、山地の障害に加えて谷では新任部隊への総攻撃のための装備支給も、絶え間ない悪天候と水没し歩行不可能な地表により停滞していた。

### 爆撃の後

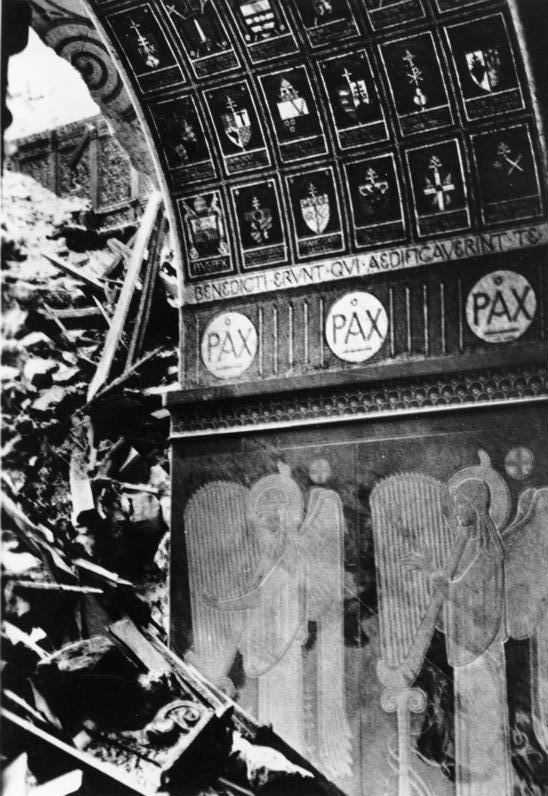
爆撃および砲撃により破壊された修道院の内部。壁に書かれた「PAX」の意味は「平和」。

ローマ教皇ピウス12世は爆撃の後も沈黙を通していた。しかし彼の外務大臣ルイージ・マリオーネ枢機卿は、バチカンを訪れたアメリカ上級外交官ハロルド・ティットマンに対し、露骨に言った。「（爆撃は）壮大なる大間違い……甚だしい愚行の一つ。」
この出来事に関するすべての調査から明らかなことは、爆撃によって殺された人々が修道院に避難していたイタリアの民間人のみだったという事実である。その日、修道院に落下した爆弾がドイツ軍兵士を殺したという証拠はないが、当時の爆撃の不正確さのせいで（高高度の重爆撃機から投下された爆弾の10%しか修道院に命中しなかったと評価されている）爆弾が他のところにも落ち、ドイツ軍・連合軍両方の兵士に死傷者が出ている。実のところ、16発の爆弾がモンテ・カッシーノから27km離れたプレゼンツァーノにいた第5軍の上に落ち、クラーク将軍がデスクで書類事務をしていたトレーラーから数ヤードも離れていないところで爆発している。

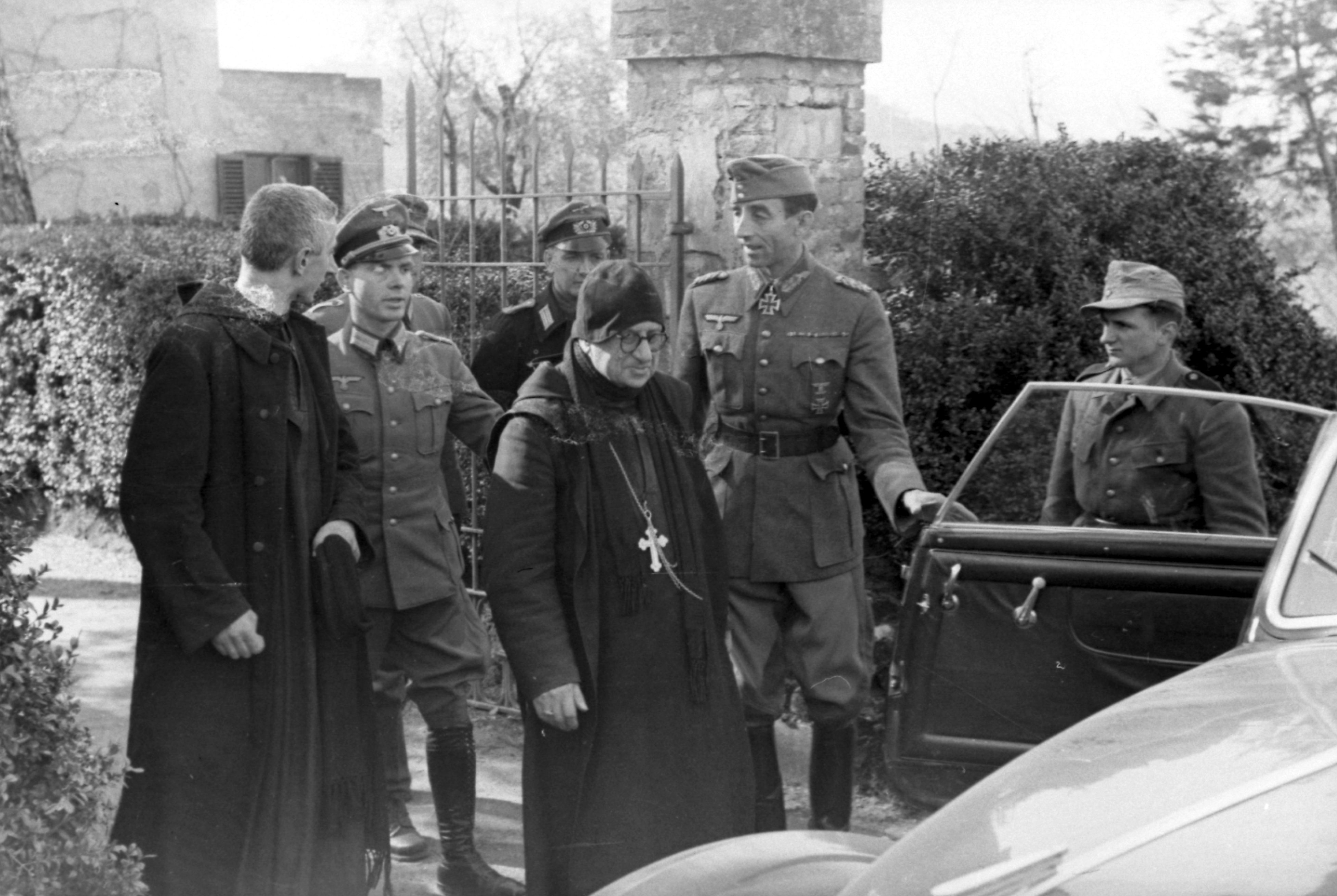
ディアマーレ修道院長（中央）とゼンガー・ウント・エッターリン（ドアに手をかけている）。1944年2月。

最初の払暁爆撃の翌日、生き残った民間人のほとんどは廃墟から逃れ、約40名（修道院の地下で生き残った6人の修道士、79歳になる老修道院長グレゴリオ・ディアマーレ、小作農家3家族、孤児あるいは捨て子、重傷および瀕死の者）のみが残った。砲兵隊の集中砲火、再開された爆撃および第4インド師団による尾根からの攻撃ののち、修道士達は廃墟となった住み処を動ける者たちとともに去ることを決意した（2月17日 7:30）。老修道院長はグループを率いてラバ道をリーリ渓谷方向に下り、ロザリオの祈りを暗唱した。彼らがドイツ軍救護所に到着したあと、修道士に運ばれていた何人かの重傷者は野戦病院に移送された。第14装甲軍団長フォン・ゼンガー・ウント・エッターリンを含むドイツ軍将校との会見ののち、修道士達はサン・アンセルモ修道院に送られた。一人の修道士カルロマーノ・ペラガッリは修道院に戻った。のちに、ドイツ軍降下猟兵が廃墟をさまよう彼を見たとき、幽霊だと思ったという。4月13日以降、彼を見た者はいない。
ドイツ軍第1降下猟兵師団の降下猟兵は修道院廃墟に陣取り、そこを連合軍攻撃隊にとって深刻な問題となる観測所兼要塞に仕立てあげた。

### 戦闘

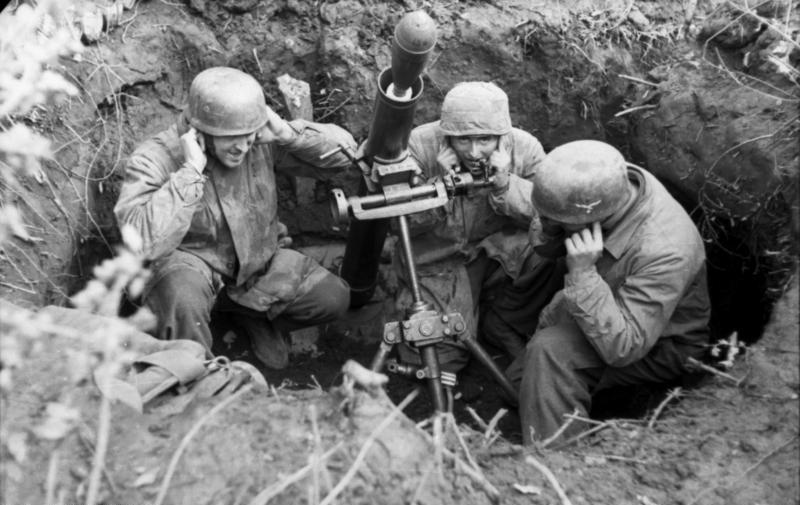
モンテ・カッシーノでのドイツ軍降下猟兵

爆撃の夜、ロイヤル・サセックス連隊第1大隊の1個中隊（第4インド師団隷下）がスネークスヘッド・リッジにある彼らの陣地から約64m離れた要所ポイント593を攻撃したが、中隊は50%の損害をうけ失敗した。
次の夜、ロイヤル・サセックス連隊は大隊規模での攻撃を行うよう命じられたが、開始早々悲惨なことになった。砲兵隊は目標のポイント593が近すぎて友軍を誤射する危険があり直接支援に使うことができなかったため、ポイント593の守備隊を支援射撃できるポイント575を砲撃するよう計画された。その地形上、ポイント575への砲撃はスネークスヘッド・リッジの稜線上を非常に低く通過することになり、何発かは集結している攻撃中隊の中に着弾した。再編成後、攻撃は深夜に行われた。戦闘は過酷で時に白兵戦になったが、守備隊は頑強に持ちこたえ、サセックス大隊は再び50%を越える被害をうけ、撃退された。この2夜で、ロイヤル・サセックス連隊は15名いた士官のうち12名を、攻撃に参加した313名のうち162名を失った。
2月17日夜、主攻撃が行われた。第6ラージプターナ・ライフル連隊第4大隊（以下、4/6ラージプターナライフル銃隊）はポイント593の攻撃を命じられた。消耗したロイヤル・サセックス連隊はポイント593が陥落したときにそこを通過してポイント444を攻撃するための予備とされた。その間に、第2グルカライフル連隊第1大隊（以下、1/2グルカライフル銃隊）および第9グルカライフル連隊第1大隊（以下、1/9グルカライフル銃隊）は修道院への直接攻撃において斜面や峡谷中を激しく戦ってまわった。グルカ隊はひどい地形を越えて行ったが、それがヒマラヤから来たグルカ兵に期待されたことであり、彼らは山岳戦のエキスパートであり、そして彼らは成功した。それがかすかな望みにみえた。再び戦闘は苛烈になったが、進展は無く、損害が増えるばかりだった。4/6ラージプターナライフル銃隊は196名の士官と兵を失い、1/9グルカライフル銃隊は149名、1/2グルカライフル銃隊は96名を失った。攻撃が失敗したのは明らかだった。2月18日、ディモライン准将とフライバーグは修道院丘への攻撃を中止させた。
主攻撃のもう一方はニュージーランド師団第28（マオリ）大隊の2個中隊がラーピド川を強行渡河し、カッシーノの駅を獲ろうとした。彼らは成功したが、極めて重大な、鉄道路の最後の峡谷を越える橋を日の出前に架けることができず、機甲部隊の支援を受けることができなかった。連合軍砲兵隊によって展開された煙幕の助けによって彼らの位置は修道院丘のドイツ軍砲兵から隠蔽され、彼らはその後ほぼ終日に渡り陣地を維持した。しかし、彼らは孤立し、2月18日午後に敵装甲部隊の反撃があったときには機甲部隊の支援も対戦車砲もなく、絶望的な状況になった。司令部は、（山沿いおよび道路沿いに）突破できる見込みがないことが明らかになると、彼らに川を渡り後退するよう命じた。そのコースだと非常に近かった。ドイツ軍は駅が占領されたことを非常に憂慮しており、ケッセルリンクと第10軍司令官フォン・フィーティングホフとの会話記録によれば、反撃は成功するとは思っていなかったという。

## 第三回戦闘（ディッケンズ作戦）

第三回戦闘: 攻撃計画 [//upload.wikimedia.org/wikipedia/commons/3/36/Battle_of_Monte_Cassino3rdS_ja.svg 拡大

### 計画
（最初の2回の戦闘での不運な経験ののち）第三回戦闘では、冬の天候が続く中、ラーピド川のカッシーノ下流を渡河するというおよそ魅力に欠ける選択がなされた。山地で大きな犠牲を払い失敗していた“右フック”は、ラーピド川渓谷沿いの北から二面攻撃を仕掛けることにした。一手は要塞化されたカッシーノの街方面へ、もう一手は修道院丘へ。
この狙いは、南の駅とリーリ川渓谷との間でボトルネックとなっているところに道を切り開くことであった。2月後半に現地に到着し、ニュージーランド軍団の指揮下に入っていたイギリス軍第78歩兵師団がその後ラーピド川のカッシーノ下流を渡河し、ローマへの進軍を開始するという計画だった。
この計画を喜ぶ連合軍指揮官はいなかったが、前例のない規模での重爆撃機による準備爆撃が切り札となることが期待されていた。天候のよい日が3日間続くことが必要とされ、部隊が濡れて凍り付くような寒さの陣地でその天気予報を待つ中、攻撃は21日間続けて延期された。事態は第2ニュージーランド師団長キッペンバーガー少将に味方しなかった。彼は対人地雷により両足を失い、グレアム・パーキンソン准将が後を引き継いだ。よいニュースといえば、アンツィオでドイツ軍の反撃が失敗・中止されたということくらいだった。

### 戦闘
第三回戦闘は3月15日に始まった。遅延信管付1,000ポンド爆弾750トンが投下されたのち、8:30からの3時間半、ニュージーランド部隊は746門の砲による弾幕射撃の下、進撃した。成功の可否は爆撃により敵を陣地内に釘付けにしている間をうまく利用できるかどうかにかかっていた。しかし、守備隊は期待したより早く回復し、連合軍機甲部隊は爆撃でできた穴に足止めされていた。それにもかかわらず、成功の鍵はニュージーランド部隊の手中にあったが、それも左翼に対する追撃をその夜に命じられるころにはすでに遅きに失していた。守備隊は再編成し、より致命的な事に天気予報は外れ雨が再び降り始めた。土砂降りの雨は爆撃でできた穴にあふれ、瓦礫は沼地に変わり、無線機は絶え間ない浸水に耐えることができず、通信は途絶した。黒い雨雲はまた月光を遮り、廃墟への道を切り開く任務を妨げた。右翼では、ニュージーランド部隊がキャッスル・ヒルとポイント165を制圧し、計画によりアレクサンダー・ギャロウェイ少将が指揮する第4インド師団隷下の部隊がポイント236を攻撃するため通過、ハングマンズ・ヒル（ポイント435）に向かった。高地でのドサクサに紛れて、1/9グルカライフル銃隊の1個中隊は、1/6ラージプターナライフル銃隊がポイント236を攻撃し撃退されている間に、ポイント236を迂回する道をとりポイント435を制圧した。
3月17日の終わりまでにグルカ隊は修道院から約230mのハングマンズ・ヒル（ポイント435）を大隊規模で確保し（彼らの補給線はポイント236および街北側のドイツ軍により危うい状態だったが）、街の守備隊が激しく応戦している間にニュージーランド部隊と機甲部隊はボトルネックを通過し駅を占領した。しかし、ドイツ軍はいまだ街の守備隊に増援を送る事ができ、街の一応解放した地区に狙撃手を潜りこませるのがうまかった。
3月19日は、街と修道院に対し決定的な一撃を与える日と計画されており、それには第20機甲旅団の戦車隊による、カイロからアルバネータ農場を経由し（闇夜に隠れて工兵隊が準備を行う）修道院に向かう奇襲攻撃も含まれていた。しかし、修道院からのドイツ軍第1降下猟兵師団による奇襲および激しい反撃をうけ、キャッスルおよびハングマンズ・ヒルからの攻撃は完全に崩壊した。戦車は歩兵を支援することができず、午後半ばにはすべて破壊された。街では攻撃隊がわずかな進展もなく、全体として主導権は修道院の丘への入り口となるキャッスル・ヒルのドイツ軍に握られ、早期成功のいかなる可能性をも打ち砕かれた。
3月20日、フライバーグは第78歩兵師団隷下の部隊に以下の指示を与えた。第一に、街に大部隊を駐留させ、ドイツ軍に侵入されないように一掃すること。第二に、キャッスル・ヒルに増援を送り、ドイツ軍が街の守備隊を増援するために使用しているキャッスル・ヒルおよびポイント175、165の間の2つのルートから孤立させること。連合軍指揮官は彼らが3月21日まで続いた過酷な戦いが成功の寸前にあると感じていた。しかし、守備隊は動じなかった。街では連合軍が家を一軒一軒進む間、ドイツ軍の増援ルートを遮断するポイント445への攻撃はぎりぎりのところで失敗した。
3月23日、アレクサンダーは麾下の指揮官らと会合した。一連の見解では勝利の可能性について述べられたが、ニュージーランドおよびインド師団は疲れ果て、限界に近づいている事は明白だった。フライバーグは戦闘を継続することはできないと判断し、戦闘中止を宣言した。数週間後イタリア戦域司令官アレクサンダーはキッペンバーガーとの会話の中でドイツ第1降下猟兵師団について「ドイツ軍最高の師団」と述べ批判を受けたが、それは当たっていた。

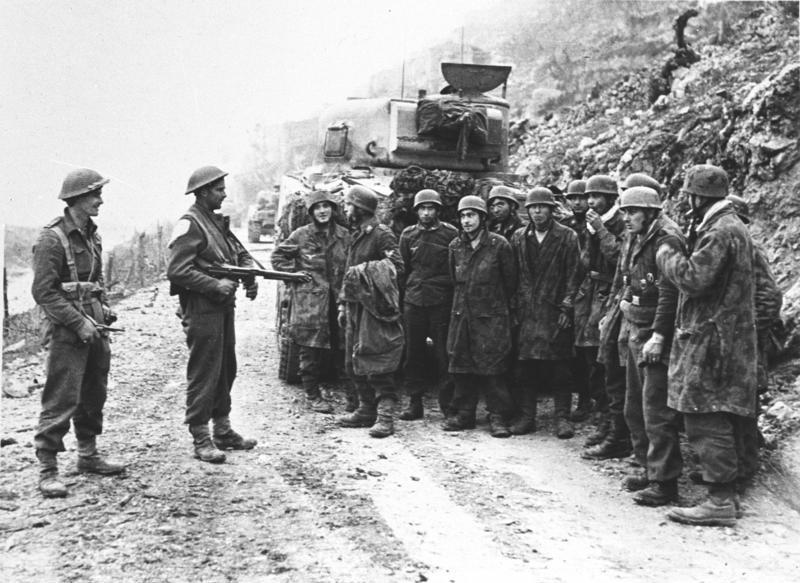
ニュージーランド軍の捕虜になったドイツ兵。1944年3月。

### 余波
次の3日間戦線は落ち着いていた。孤立していたグルカ隊をハングマンズ・ヒルから引き抜き、ポイント202で同様に孤立してにいた第24ニュージーランド大隊へ派遣した。連合軍戦線は消耗した第4インド師団および第2ニュージーランド師団が後退し、山々にはイギリス軍第78師団が、街にはイギリス軍第1近衛旅団が配置についた。第4インド師団は3,000名、ニュージーランド師団では1,600名が死傷あるいは行方不明になった。
ドイツ軍守備隊もまた高い代償を払った。ドイツ軍第14軍団の3月23日付の日誌によると、前線にいた大隊はそれぞれ40名から120名にまで減っていた。

## 最後の戦闘（ダイアデム作戦）

### アレクサンダーの戦略
アレクサンダーのイタリアでの戦略は、
| 「 | ……敵にその時点で最大数の師団をイタリアに投入させるために海峡横断侵攻作戦は発動された。 | 」 |

第四回戦闘: 攻撃計画

というものだったが、ここモンテ・カッシーノの戦況は彼にそれを実現するための準備を行う時間を与えた。彼の計画はオリバー・リーズ指揮のイギリス第8軍の大半をアドリア海戦線から山脈を越えアメリカ第5軍と合流させ、カッシーノと海岸との間の30kmの前線を進撃させるというものだった。アメリカ第5軍（アメリカ第2軍団およびフランス海外派遣軍団）は左翼を担当し、イギリス第8軍（イギリス第8軍団および第2ポーランド軍団）は右翼を担当した。春の到来で天候と地上の状態も好転し、大規模部隊と機甲部隊を効果的に展開させることが可能になった。

### 計画と準備
「ダイアデム作戦」（Operation Diadem、王冠作戦）は以下のように計画された。
- 左翼のアメリカ第2軍団が海岸をルート7号線に沿ってローマ方面へ攻め上がる。
- 右翼のフランス軍団はガリリャーノ川の橋頭堡から攻める。この橋頭堡は1月の第一回戦闘で第10軍団がアウルンチ山脈に築いたもので、海岸平野とリーリ渓谷の間に障壁が形成されていた。
- 前線中央右側のイギリス第13軍団は、4月24日に右手のヴワディスワフ・アンデルス指揮の第2ポーランド軍団（第3および第5師団）がカッシーノ後方山地の第78師団と交替している間に、リーリ渓谷に沿って攻め、（2月に第4インド師団が失敗した）修道院と背後の山地を分断し、リーリ渓谷に進入してポーランド軍団と合流し、カッシーノを包囲する。それは前任の第4インド師団より大きな戦力で行い、ドイツ軍陣地を集中砲撃して敵が互いの陣地を支援できないようにすることが期待された。

天候と地上の状態は好転し、重要物資の補給も滞り無く行われた。再びポーランドおよびイギリス軍団よる挟撃機動がすべての作戦成功の鍵となった。カナダ第1軍団は期待された突破がなされたときに投入する予備戦力とされた。一旦ドイツ軍第10軍が撃退されれば、アメリカ第6軍団がアンツィオ海岸堡の包囲網を突破し、アルバーノ丘陵のドイツ軍の撤退を遮る。
彼らは奇襲効果を狙っていたため、部隊の展開も小部隊単位で行わなければならず、それには2ヶ月必要とされた。また、アメリカ第36師団を上陸作戦の訓練に向わせ、道路標識を設置し、ダミーの無線通信を行い、ローマ北への上陸作戦を計画していると見せかけた。これはドイツ軍予備戦力をグスタフ・ラインから引き離すことを狙っていた。第一線の部隊の展開は夜間のみに制限され、アドリア海戦線から移動した機甲部隊は敵偵察機に気づかれないようにするため、ダミーの戦車や車両を後に残した。偽装工作はうまく行き、ケッセルリンクは最後のカッシーノの戦闘の2日前になってようやく連合軍6個師団がカッシーノ前線のドイツ軍4個師団に対峙しているのに気づいた。正確には13個師団だったが。

### 戦闘
5月11日から12日にかけてのカッシーノへの最初の攻撃は23:00に第8軍の1,000門と第5軍の600門からなる大規模砲撃によって火蓋が切られた。受け持ったのはイギリス軍、アメリカ軍、ポーランド軍、ニュージーランド軍、南アフリカ軍、およびフランス軍。1時間半以内に攻撃は4つの戦区すべてに広がった。夜明けまでアメリカ第2軍団はほとんど前進しなかったが、同じ第5軍隷下のフランス軍団は任務を遂行し、彼らの右手第8軍方向のアウルンチ山脈に展開、2つの軍の間のドイツ軍陣地を包囲した。第8軍先鋒第13軍団はイギリス第4歩兵師団および第8インド師団がラーピド川を渡河した。極めて重要だったのは、ダドリー・ラッセル指揮の第8インド師団の工兵隊が、朝までに第1カナダ機甲旅団の装甲車両が通過するために不可欠な川への架橋に成功したことだった（第一回戦闘ではアメリカ軍が、第二回戦闘ではニュージーランド軍がこれに失敗していた）。第1カナダ機甲旅団は予想されるドイツ軍戦車隊の反撃を撃退する任務を帯びていた。カッシーノ上方の山地ではポーランド軍歩兵隊が3日間かけてほとんど前進できず、双方に大きな被害を出した。第4落下傘連隊のヘイルマン大佐は、破壊された街を「ミニチュア・ヴェルダン」と呼んだ。今日に至るまで、この戦いにおけるポーランド兵の働きはポーランド国民の大きな誇りの源となっている。
沿岸や山地で消耗戦が続く中、5月12日午後までにはラーピド川橋頭堡は猛烈な反撃をよそに増強された。5月13日には攻撃の効果が出始めた。ドイツ軍右翼は第5軍の前に崩れ初め、フランス軍団はマイオ山を占領し第8軍を側面から援護ができる位置に進出していた。第8軍に対しケッセルリンクはすべての予備戦力を投入させ、約13km後方に第二の防衛ライン「ヒトラー・ライン」を構築するための時間を稼ぐよう命じた。5月14日、リーリ渓谷と平行して山を伝って移動したモロッコ兵グミエは、そのような地形を横断することが不可能だと考えられていたため敵の抵抗を受けず、谷のドイツ軍守備隊を包囲しようとしていた第13軍団を支援した。グミエはモロッコ・タボール群（GTM）4個群からなり、各群は緩い編成（だいたい大隊相当）の3個タボールで構成された。ジュアンのフランス海外派遣軍団はオーギュスタン・ギヨーム将軍のモロッコ・グム戦闘隊（Commandement des Goums Marocains、CGM）（第1、第3および第4GTM。約7,800名の兵士からなり、概して歩兵師団並の戦力であった）と他に4個の通常師団（第2モロッコ歩兵師団、第3アルジェリア歩兵師団、第4モロッコ山岳師団および第1自由フランス師団）からなっていた。
5月15日、予備戦力だったイギリス第78師団はカッシーノをリーリ渓谷から分断するため、橋頭堡を通過し第13軍団戦線に投入された。5月17日、ポーランド師団は山地での攻撃を再開した。5月18日の早いうちに第78師団とポーランド師団はリーリ渓谷のカッシーノから3kmの地点で合流した。

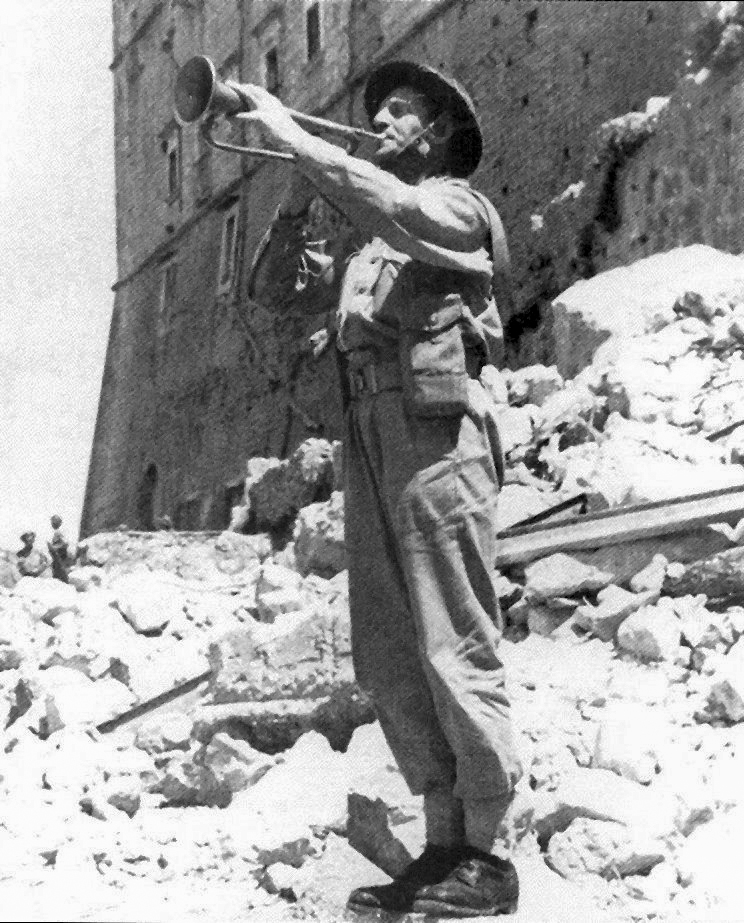
クラクフ聖マリア教会伝統の時報譜Hejnał mariacki（ヘイナウ・マリアツキ）を吹奏し、ドイツ軍の撤退を知らせるポーランド軍らっぱ手Emil Czech二等伍長

5月18日早朝、ポーランド軍第12ポジーリャウーラン連隊の偵察隊は、修道院が既に放棄されているのを発見し、廃墟に即興で連隊旗を揚げた。最後のドイツ軍降下猟兵（およそ200名ほどがいたといわれる）は補給線がリーリ渓谷へ進軍してきた連合軍により脅かされたため、新しい防衛陣地ヒトラー・ラインが完成する前の夜間に撤退していた。
守備隊で残ったのはやせ衰えて動けない病人と重傷者だけだった。

### ヒトラー・ライン
第8軍はリーリ渓谷を進撃し、第5軍は沿岸をヒトラー・ライン（アドルフ・ヒトラーがそこが陥落したときの重大さから「ゼンガー・ライン」に改名させた）へ向かった。直後の攻撃は失敗し第8軍は再編成に少し時間をかけることにした。20,000台の車両と2,000両の戦車が破壊されたグスタフ・ラインを通過するのに数日かかった。次の攻撃は5月23日に開始された。ポーランド軍団はピエディモンテ（第1降下猟兵師団が守備していた）を右から攻撃し、（第8軍の予備から到着したばかりの）第1カナダ歩兵師団は中央から攻撃した。5月24日、カナダ軍は敵前線に穴を開け、第5カナダ（機甲化）師団がそのギャップになだれ込んだ。5月25日、ポーランド軍はピエディモンテを占領し、敵戦線は崩壊した。ローマとその先へ続く道は開かれた。

## 余波

### アンツィオ包囲網突破
カナダ軍とポーランド軍は5月23日に攻撃を開始した。解任されたジョン・ポーター・ルーカスに代わりアメリカ第6軍団長になったルシアン・トラスコットは、アンツィオ橋頭堡にあった7個師団のうち5個（アメリカ軍3個、イギリス軍2個）を使用し、二面攻撃を仕掛けた。ドイツ第14軍はこの攻勢に装甲師団なしで応対しなければならなかった。なぜならケッセルリンクが装甲師団をカッシーノの第10軍増援のため南へ送っていたからである。ただ一つの装甲師団、第26装甲師団はローマ北から輸送され、（連合軍の偽装工作により）存在しない連合軍上陸作戦を待ち続け、戦うことができなかった。

### ローマ占領とドイツ第10軍捕捉失敗
5月25日までに、ドイツ第10軍は完全に撤退した。アメリカ第6軍団は彼らの撤退を遮るために東へ移動した。翌日までに彼らは退路を塞いでおり、ケッセルリンクのすべての予備戦力を含むドイツ第10軍団は彼らに向かい、網にかかった。この時、驚くべき事に、マーク・クラークはトラスコットに彼の北東方向に向かっていた攻撃進路変更し、ルート6号線をヴァルモントーネから北西方向へと進むよう命じた。それはローマに直行する進路だった。このクラークの決断の理由は明かになっておらず、論議のネタになっている。ほとんどの識者はクラークが最初にローマに入城する名誉を獲たかったためとするが、何人かは彼が疲労した部隊を小休止させなければならないのではないかと心配していたことを指摘する（にもかかわらず新しい攻撃命令は彼の部隊にドイツ軍の防衛ライン「カエサル・C・ライン」を正面から攻撃するよう要求した）。トラスコットはのちに彼の回顧録の中で、クラークが「イギリス軍が最初にローマに入城するために邪な計画を企てているのではないかと懸念していた」と述べており、それはクラーク自身の著述の中でも触れられている。しかし、アレクサンダーは戦闘の前に各軍の担当区域の境界を明確に規定しており、ローマは第5軍に割り当てられていた。第8軍は、彼らの任務がいつもドイツ第10軍と交戦し、できるだけ多くの敵を破壊することになっていて、北方に追跡を続けるその進路はローマを迂回することになることに気づいていた（実際、彼らはペルージャ方面に退却するドイツ第10軍を6週間・360kmに渡り追跡し何度も攻撃した）。
結局、ドイツ第10軍の7個師団が次の防衛ライントラジメーノ・ラインに後退してドイツ第14軍と合流することができ、その後フィレンツェ北のゴシック・ラインへの撤退作戦を展開した。
1944年6月4日、ローマは陥落した。それはノルマンディー上陸作戦のちょうど2日前だった。

## 勲章
本戦闘において、数多くの軍事勲章が授与された。戦闘の前半に参加した部隊には「カッシーノI」名誉勲章が、そのうち所定の戦闘に参加した部隊には補助勲章も授与された。これらには「モナステリー・ヒル」勲章、「キャッスル・ヒル」勲章、および「ハングマンズ・ヒル」勲章がある。後半の戦闘に参加した部隊には「カッシーノII」名誉勲章が授与された。

## 遺産

### 修道院の避難

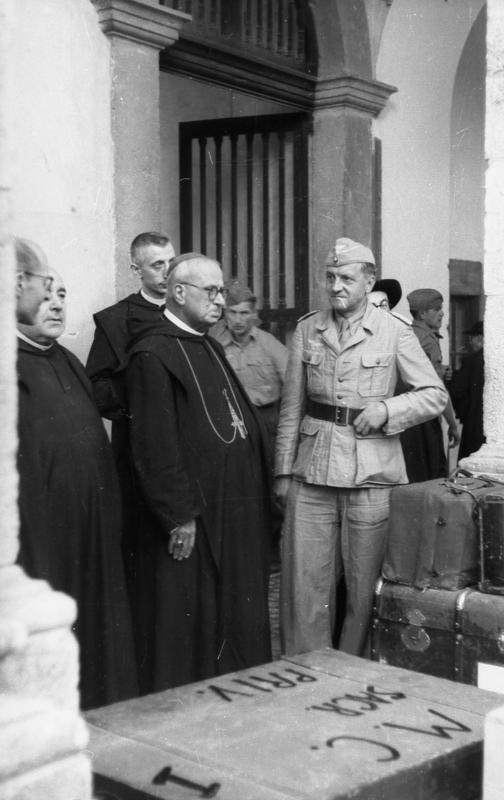
修道院から美術品を搬出するドイツ軍。シュレーゲル中佐

戦いの最中、由緒あるモンテ・カッシーノ修道院はアメリカ陸軍航空隊により完全に破壊された。攻撃の前に、ドイツ空軍第1降下装甲師団で整備部門の指揮官を務めていたユリウス・シュレーゲル中佐は、修道院図書室にあったキケロ、ホラティウス、ウェルギリウスおよびセネカの写本などおよそ1,200冊の文書・書籍と、その他ティツィアーノ、ラファエロ、ティントレット、ギルランダイオ、ブリューゲルおよびレオナルド・ダ・ヴィンチの名画を含む美術工芸品をバチカンへ移送するよう命じた。この賢明な処置のため、これら貴重な品々は破壊から逃れることができた。また修道院の建築設計図も保全された。
オリジナルの写本と希少な工芸品は大切に移送された。しかしその後も、修道院には病気で動けない数人とそれを看護するまだ健康な修道女達が残っていた。ドイツ軍将校達は限られた労力と時間の中、まだ動ける修道女達に避難するよう説得を試みたが、修道女達は「病人たちが移送されない限り、ベッドのそばから離れることはできない」と拒否した。5月11日夜にドイツ軍は病人らを残し、修道院北方へ退却を開始した。何人かのカトリック教徒のドイツ兵がその命令に異議を唱えた。そのうちの一人、第305歩兵師団第305砲兵連隊所属のユルゲン・シュミット伍長もまた、修道女たちを見捨てるという命令を拒否した。36歳になるシュトゥットガルト出身のベテラン兵であった彼は、あのスターリングラード攻防戦の数少ない生き残りであり、ルーテル派に所属していた。彼は直属の士官に対し、自身の良心に基づき、病人と修道士・修道女たちを見殺しにできないと訴えた。ドイツ軍将校もまた、”シュミット伍長にいかなる機器装備も人的援助も与えることはできないが、彼自身の責任において単独で行動すること”を許可した。5月12日1:00ごろ、シュミットは近所の農家からぼろぼろの木製の荷馬車と馬を借り、彼の方針についてきた兵たち（ほとんどが二等兵だった）で救出チームを組織した。頂上の修道院に着くとシュミット達は、病人とそれを看護している修道女を運ぶための荷馬車を用意してきたことを話し、一緒に来るように修道女達を説得した。
シュミットと彼のチームは病人を荷馬車に載せ、5月12日7:00ごろ、彼らはモンテ・カッシーノの北側から、山をゆっくりと下り退却した。
シュミット伍長は、彼の勇敢な行動に対してドイツ当局からは何の勲章も与えられなかったが、モンテ・カッシーノの女性修道院長から、何世紀も昔から続く聖ベネディクトゥスの肖像が描かれた金メダルを授与された。修道院長はメダルを彼の首にかけ、彼と彼の献身に対し、短く祈りを捧げた。

### アメリカの見解
アメリカ合衆国政府のモンテ・カッシーノ爆撃に関する見解は四半世紀を経て、大きな変化を遂げた。ドイツ軍が修道院を利用していたという“動かぬ証拠”はアメリカ陸軍戦史総監部によって1961年に記録から削除された。議会からの質問に対し、同総監部は爆撃20周年記念式典で声明を発表した。「（爆撃の前には）少数の憲兵隊をのぞき、実際には修道院内にドイツ軍がいたようには見えない」アメリカ陸軍の公式記録への最終的な訂正は1969年に行われ、「修道院は実際にはドイツ軍に占拠されていなかった」と結論付けた。

### ヴォイテク
モンテ・カッシーノで戦った多くのさまざまな兵士の中でもっとも強かった者といえば、おそらくヴォイテクと呼ばれたイランから来たクマだろう。第2ポーランド軍団の第22弾薬補給中隊に入隊し飼育されていた彼は戦闘中多くの砲弾を運んだ。

### Marocchinate
戦闘が終わった翌日、フランス海外派遣軍団フランス植民地部隊のグミエは周囲の丘で暴れ回り、イタリア市民に対し略奪、強姦、殺人、拷問などいくつかの恐るべき悪事を働いた。以後、イタリアではこのような犯罪を「モロッコ人が働く悪事のような」という意味の形容詞“Marocchinate”（マロッキナーテ）で表すようになった。

### 戦没者墓地および記念物

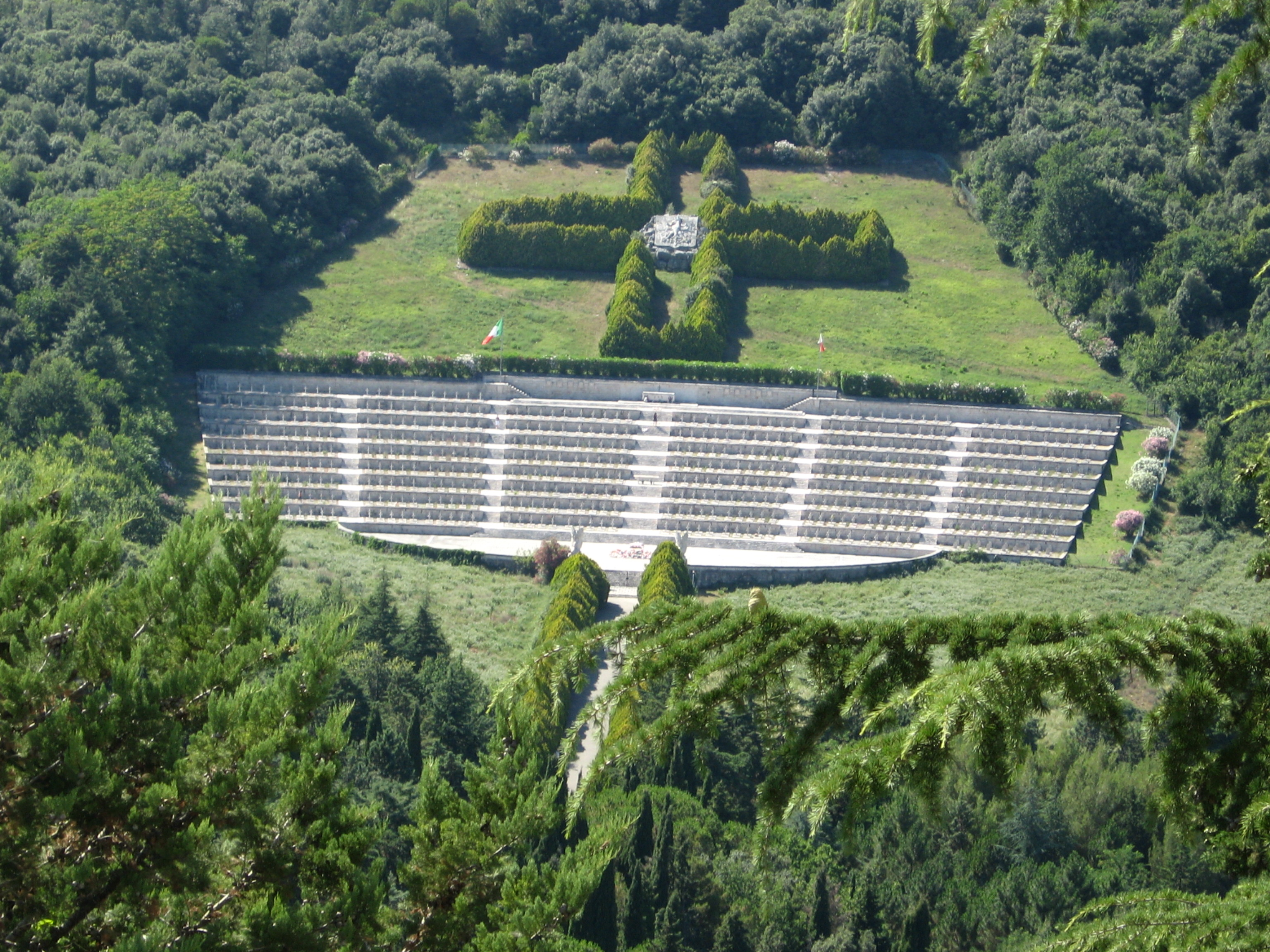
モンテ・カッシーノのポーランド人戦争墓地

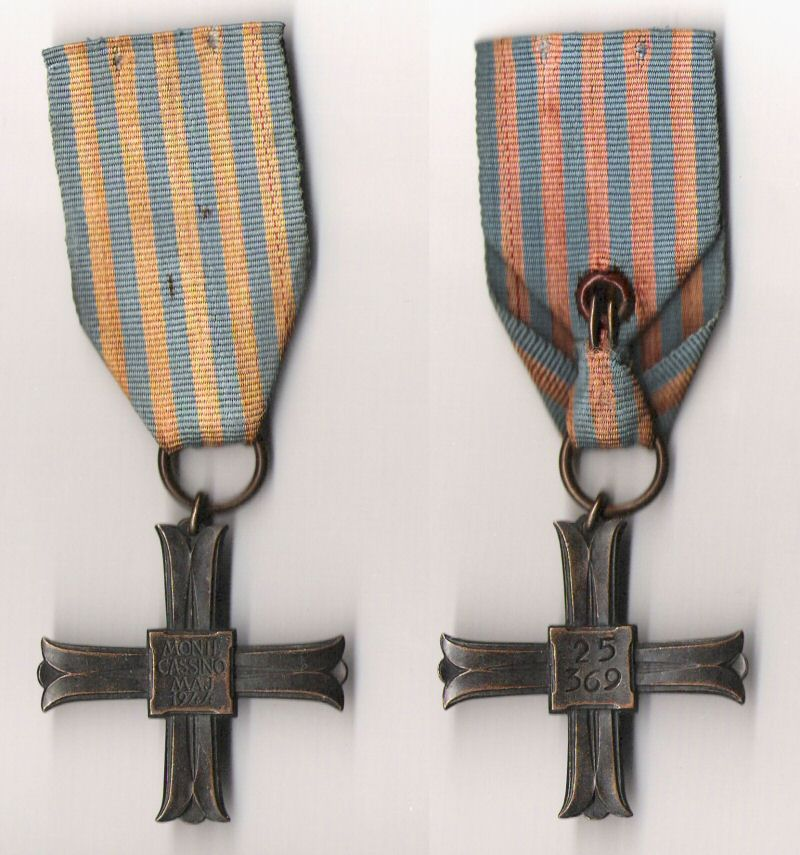
モンテ・カッシーノ記念十字章（ポーランド）

モンテ・カッシーノでの戦闘が終了して間もなく、ロンドンにあるポーランド亡命政府はポーランド軍のモンテ・カッシーノでの戦略拠点占領を記念してモンテ・カッシーノ記念十字章を制定した。のちに、ポーランド人墓地が建設された。
カッシーノ西郊外にあるイギリス連邦戦争墓地はイギリス、ニュージーランド、カナダ、インド、グルカおよび南アフリカ兵戦没者の墓地である。フランス軍およびイタリア軍兵士の墓地はリーリ渓谷のルート6号線に、アメリカ軍兵士の墓地はアンツィオにある。ドイツ兵墓地はカッシーノのおよそ3km北、ラーピド渓谷にある。
2006年、ローマ解放のために戦い、死んでいった連合軍兵士を讃える記念碑が同市で公開された。

### 関連作品
- 「激戦モンテカシノ」 - 1958年公開の西ドイツ・フランスの合作映画。監督 ハラルト・ラインル（英語版）。
- 修道院破壊はウォルター・M・ミラー・ジュニアの長編SF『黙示録3174年』（原題: A Canticle for Leibowitz、ライボウィッツへの賛歌）の題材になった。彼はアメリカ陸軍航空隊の爆撃機搭乗員として戦闘に参加した。

### 英語
- Atkinson, Rick. The Day of Battle: The War in Sicily and Italy, 1943-1944. New York: Henry Holt. ISBN 0-8050-6289-0
- Blaxland, Gregory (1979). Alexander's Generals (the Italian Campaign 1944-1945). London: William Kimber & Co. ISBN 0 7183 0386 5
- Bloch, Herbert (1979). The bombardment of Monte Cassino (February 14-16, 1944): A new appraisal. Tipografia Italo-orientale
- Böhmler, Rudolf (1964). Monte Cassino: a German View. London: Cassell. OCLC 2752844
- Clark, Lloyd (2006). Anzio: The Friction of War. Italy and the Battle for Rome 1944. London: Headline Publishing Group. ISBN 978 0 7553 1420 1
- Ellis, John (2003). Cassino: The Hollow Victory: The Battle for Rome January-June 1944. Aurum Press. ISBN 1-85410-916-2
- Forty, George (2004). Battle For Monte Cassino. Ian Allan Publishing. ISBN 0-7110-3024-3
- Gooderson, Ian (2003). Cassino. London: Brassey's. ISBN 1-85753-324-0
- Hapgood, David; Richardson, David (2002) [1984]. Monte Cassino: The Story of the Most Controversial Battle of World War II (reprint ed.). Cambridge Mass.: Da Capo Press. pp. 275. ISBN 0-306-81121-9
- Hassel, Sven (2003). Monte Cassino. Cassell Military Paperbacks. Cassel. ISBN 0-304-36632-3
- Hingston, W.G. (1946). The Tiger Triumphs: The Story of Three Great Divisions in Italy. HMSO for the Government of India. OCLC 29051302
- Katz, Robert (2003). The Battle for Rome. Simon & Schuster. ISBN 978-0743216425
- Krząstek, Tadeusz (1984). Battle of Monte Cassino, 1944. Polish Interpress Agency
- Laurie, Clayton D. (Revision of 3 October 2003) [1994]. Rome-Arno 1944. CMH Online bookshelves: WWII Campaigns. Washington: US Army Center of Military History. ISBN 9780160420856. CMH Pub 72-20
- Majdalany, Fred (1957). Cassino: Portrait of a Battle. London: Longmans, Green & Co Ltd.. OCLC 536746
- Muhm, Gerhard : German Tactics in the Italian Campaign , http://www.larchivio.org/xoom/gerhardmuhm2.htm
- Parker, Matthew (2004). Monte Cassino: The Hardest-Fought Battle of World War II. Doubleday. ISBN 0-385-50985-5
- Piekalkiewicz, Janusz (1987). Cassino: Anatomy of the Battle. Historical Times Inc. ISBN 0-918-67832-3
- Simpson, Albert F. (1983) [1951]. “Chapter 10. Anzio”. In Craven, Wesley Frank & Cate, James Lea （編）. Volume Three. Europe: Argument to V-E Day, January 1944 to May 1945. Section III - Italy. The Army Air Forces in World War II. University of Chicago Press on behalf of the Office of Airforce History. OCLC 314452493}
- Singh, Sarbans (1993). Battle Honours of the Indian Army 1757 - 1971. New Delhi: Vision Books. ISBN 81-7094-115-6
- Smith, E. D. (1975). The Battles For Monte Cassino. London: Ian Allan Ltd.. ISBN 0-7153-9421-5
- Smith, Col. Kenneth V. (1990?). Naples-Foggia 9 September 1943-21 January 1944. CMH Online bookshelves: World War II Campaigns. Washington: US Army Center of Military History. CMH Pub 72-17
- Squire, G.L.A. & Hill P.G.E. (1992). The Surreys in Italy. Clandon, Surrey: The Queen's Royal Surrey Regiment Museum
- various authors (2000). Monte Cassino : historia, ludzie, pamięć = history, people, memory. Askon. ISBN 83-87545-25-2
- Whiting, Charles (1974). Hunters from the Sky, The German Parachute Corps 1940-1945. Leo Cooper, London. OCLC 43073002
- French Expeditionary Corps in Italy
- Phillips, N.C. (1957). Italy Volume I: The Sangro to Cassino. Official History of New Zealand in the Second World War 1939–45. Wellington, New Zealand: War History Branch, Department Of Internal Affairs 2007年11月28日閲覧。

### フランス語
- François Lescel (2002), Fédération des Amicales Régimentaires et des Anciens Combattants website article no. 366 (March 2002) "Goumiers, Goums, Tabors" (French language text)

### ドイツ語
- Katri'el Ben-Arie (1985). Die Schlacht bei Monte Cassino 1944. Rombach Verlag. ISBN 3-7930-0188-1
- Janusz Piekałkiewicz (1997). Die Schlacht von Monte Cassino. Zwanzig Völker ringen um einen Berg. Augsburg: Bechtermünz Verlag. ISBN 3-86047-909-1
- E. D. Smith (1991). Der Kampf um Monte Cassino 1944. Stuttgart: Motorbuch Verlag. ISBN 3-613-01095-X
- Heinz Konsalik (2004). Sie fielen vom Himmel. Klagenfult: Kaiser. ISBN 3-7043-1329-7

### イタリア語
- Gerhard Muhm, La tattica tedesca nella campagna d'Italia, in Linea gotica avamposto dei Balcani, a cura di Amedeo Montemaggi - Edizioni Civitas, Roma 1993
- DAL VOLTURNO A CASSINO, Gli avvenimenti della campagna d'Italia (1943-45) collegati alla battaglia di Cassino. http://www.dalvolturnoacassino.it/

### ポーランド語
- Melchior Wańkowicz (1993). Szkice spod Monte Cassino. Wiedza Powszechna. ISBN 83-214-0913-X
- Melchior Wańkowicz (1989). Bitwa o Monte Cassino. Warsaw: Wydawnictwa MON. ISBN 83-11-07651-0
- Melchior Wańkowicz (1990). Monte Cassino. Warsaw: PAX. ISBN 83-211-1388-5
- various authors (2000). Monte Cassino : historia, ludzie, pamięć = history, people, memory. Askon. ISBN 83-87545-25-2
- various authors (2004). Monte Cassino. Warsaw: Askon. ISBN 83-87545-80-5
- Janusz Piekałkiewicz (2003). Monte Cassino. Agencja Wydawnicza Morex. ISBN 83-7250-078-9
- Zbigniew Wawer (1994). Monte Cassino 1944. Bellona. ISBN 83-11-08311-8

### ベラルーシ語
- Piotra Sych (1963). Сьмерць і салаўі (Death and nightingales)
- various (2004). Беларусы ў бітве за Монтэ-Касіна. Minsk: Беларускі кнігазбор. ISBN 985-6730-76-7